# Table des caractères Unicode/U3190
Cette page contient des caractères spéciaux ou non latins. S’ils s’affichent mal (▯, ?, etc.), consultez la page d’aide Unicode.
Table des caractères Unicode U+3190 à U+319F.

## Kanboun
Marques d’annotation sinographique en exposant (liaison, inversion, chiffres de 1 à 4, haut, milieu, bas, nombres ordinaux du 1er au 4e, ciel, terre, homme), utilisées pour les différentes écritures sinographiques hanzi des langues chinoises (dont le mandarin qui utilise le style chinois simplifié, et le cantonais qui utilise le style chinois traditionnel, et d’autres langues d’Asie du Sud-Est), unifiées avec les marques sinographiques de l’écriture kanji du japonais, celles de l’écriture hanja du coréen traditionnel et celles de l’ancienne écriture Chữ nôm du vietnamien.

### Table des caractères
| en fr  | 0  | 1  | 2  | 3  | 4  | 5  | 6  | 7  | 8  | 9  | A  | B  | C  | D  | E  | F  |
| U+3190 | ㆐ | ㆑ | ㆒ | ㆓ | ㆔ | ㆕ | ㆖ | ㆗ | ㆘ | ㆙ | ㆚ | ㆛ | ㆜ | ㆝ | ㆞ | ㆟ |
| ------ | -- | -- | -- | -- | -- | -- | -- | -- | -- | -- | -- | -- | -- | -- | -- | -- |